# Marija Šeremešić
Prof. Marija Šeremešić je bačka hrvatska pučka spisateljica, redateljica i kulturna djelatnica iz Sombora. Podrijetlom je iz Monoštora. Umirovljena je nastavnica. Povremeno za kazalište bavi se scenografijom i kostimografijom.
Bavi se kulturom i običajima šokačkih Hrvata.
Od 2004. je bila i u uredništvu somborskog časopisa Miroljub.
Redateljicom je i umjetničkom voditeljicom Dramske sekcije HKUD –a Vladimir Nazor iz Sombora.
Bila je članicom raznih stručnih i ocjenjivačkih sudova za izvođače na Pokrajinskoj smotri recitatora na hrvatskom jezikukoja se održava od 2002. godine u Subotici, za odabir tekstova na HosanaFestu. 2007. je na Hosana Festu ocjenjivala tekstove u žiriju s teologom mr. Mirkom Štefkovićem i novinarkom Slavicom Mamužić.
, javlja se i kao članica žirija za izbor „najlipše neobjavljene pisme" pisane šokačkom ikavicom (uz Vesnu Njikoš-Pečkaj, Zvonimira Pelajića, Đurđicu Stuhlreiter, Katarinu Čeliković i Ivana De Villu) na manifestaciji Hrvata u Sonti "Šokačkoj večeri" i dr.
Sudjelovala je na stručno-znanstvenim skupovima na Danima Balinta Vujkova.
Sudionicom je skupova pisaca u tuzemstvu (Lira naiva 2004.) i inozemstvu (Sijelo pučkih pisaca u sklopu Šokačkog sijela), Zagrebački šokački divani.
Predsjednicom je Udruženja građana Urbani Šokci.
Na sjednici održanoj u prostorijama OŠ "Bratstvo i jedinstvo" u Somboru izabrana je za predsjednicu novoosnovanog Organizacijskog odbora projekta "Šokci i baština", projekta u koji su uključene institucije kulture šokačkog Podunavlja UG "Urbani Šokci" iz Sombora, KPZH "Šokadija"iz Sonte, KUDH "Bodrog" iz Monoštora, HKPD "Silvije Strahimir Kranjčević"iz Berega, HKUPD "Mostonga" iz Bača, HKUPD "Dukat"Vajska-Bođani i HKUPD "Matoš" iz Plavne, a želju priključenja projektu su izrazili HKD "Napredak" iz Tuzle, BiH i Hrvatske manjinske samouprave Santovo, Mađarska.
Njeni su uradci na standardnom hrvatskom jeziku. Predstavnicom je takozvanih urbanih Šokaca u Somboru.

## Djela
- Dukat ravnice, 2003. (zajedno s Antonijom Čotom)
- Tragovi sjećanja, 2007., u nakladi NIU Hrvatska riječ

Priredila je 2012. godine zbirku pjesama "Tajanstvenosti trag" Stipana Bešlina (1920. – 1941.).
Urednica je izdanja: Helena Sablić Tomić, Vera Erl, Marija Šeremešić (ur.),  Urbani Šokci 5. Geografija pamćenja Šokaca i Bunjevaca, Osijek: Šokačka grana,

## Nagrade
Dramska sekcija somborskog HKUD-a Vladimir Nazor je 2010. na Festivalu hrvatskog amaterskog teatra u Mirgešu za predstavu Oporuka Vanče Kljakovića i režiju Marije Šeremešić dobila nagradu za najbolju glavnu žensku i najbolju sporednu mušku i žensku ulogu.

## Vanjske poveznice
- (engl.) Croatia.org Croatian national costumes in Monostor on the left bank of Danube, fotografije narodnih nošnjâ šokačkih Hrvata
- (engl.) Croatia.org, fotografija: Marija Šeremešić (u sredini), Dubravka Silađev i Miro Gavran, piše Darko Žubrinić: Croatian national costumes in Monostor on the left bank of Danube, 31. kolovoza 2008.
- Etno Portal  Arhivirana inačica izvorne stranice od 4. ožujka 2016. (Wayback Machine), Intervju:Marija Šeremešić Urbani šokci, 14. svibnja 2014.